# 弗兰克·波利
弗兰克·波利（法語：Franck Boli，1993年12月7日—），是一名科特迪瓦职业足球运动员，司职前锋。现在效力于美國職業足球大聯盟球队波特蘭伐木者。

## 俱乐部生涯
2012年1月3日，波利加盟挪威足球超级联赛球队斯塔贝克。他在斯塔贝克效力三个赛季，联赛出场82次，射进24球。
2015年2月26日，波利转会到中国足球超级联赛球队辽宁宏运。

## 个人生活
弗兰克·波利的父亲是出生于科特迪瓦的法国国脚巴西勒·博利，堂兄亚尼克·波利也是足球运动员。